# Sygnał stale wzbudzony
Sygnał stale wzbudzony (ang. persistent excitation signal) – sygnał używany w sterowaniu adaptacyjnym układów nieliniowych, a dokładniej w układzie identyfikatora.

## Definicja 1
Kawałkami ciągły sygnał {\displaystyle R_{+}\to R^{n}} jest stale wzbudzony w {\displaystyle R^{n}} na poziomie wzbudzenia {\displaystyle \alpha _{0}} jeżeli istnieją stałe {\displaystyle \alpha _{1},T_{0}>0,} takie że:
{\displaystyle \alpha _{1}I\geqslant {\frac {1}{T_{0}}}\int _{t}^{t+T_{0}}\phi (\tau )\phi ^{T}(\tau )d\tau \geqslant \alpha _{0}I} {\displaystyle \forall t\geqslant 0.}

## Definicja 2
Sygnał {\displaystyle u:R_{+}\to R} jest wystarczająco bogaty w harmoniczne rzędu n jeżeli składa się przynajmniej z {\displaystyle {\frac {n}{2}}} różnych harmonicznych, np.:
{\displaystyle u=\sum _{1}^{m}A_{i}\sin(\omega _{i}t),} gdzie:
{\displaystyle m>{\frac {n}{2}}}
{\displaystyle A_{i}\neq 0,\omega _{i}\neq \omega _{k}} dla {\displaystyle i\neq k}
Niech {\displaystyle \phi =H(s)u,u:R_{+}\to R} wystarczająco bogaty rzędu n. Jeżeli {\displaystyle H(j\omega _{1}),\dots ,H(j\omega _{n})} są liniowo niezależne dla wszystkich omega, to {\displaystyle \phi } jest sygnałem stale wzbudzonym.